# Golf van Amundsen
De Golf van Amundsen is een golf nabij de Canadese Northwest Territories, tussen Bankseiland, Victoria-eiland en het vasteland.  De Golf van Amundsen kan beschouwd worden als een uitloper van de Beaufortzee. Via de Prince of Wales Strait geeft het toegang tot het Parrykanaal en is een mogelijke route voor de Noordwestelijke Doorvaart.